# 茄子快傳
茄子快傳（英語：SHAREit，全稱：SHAREit Technologies Co.Ltd）是一家成立于2015年4月的技术公司，是始于联想内部的一个小团队。該公司最著名的應用程序就是茄子快傳（SHAREit），用户可以通過茄子快傳進行文件传输，包括照片、影片、音乐、联系人、應用程式和其他文件。茄子快傳應用程式允许Windows、Windows Phone、Android和iOS设备互相传输文件。目前茄子快傳提供45种语言，包括英语、印地语、孟加拉语、印度尼西亚语、法语、西班牙语、俄语、阿拉伯语和中文。
茄子快傳还拥有各种其他各種實用程式，例如SHAREit Lite、LOCKit、LISTENit、CLEANit、CLONEit和S-Player。

## 细节
茄子快傳應用程式使用基于Wi-Fi Direct的方法進行文件傳輸，并且传输速度比Bluetooth和NFC更快。茄子快傳还通过与Times Internet等合作伙伴合作，在其應用程式内为用户提供了一系列數位娱乐，包括影片、音乐、电影、GIF、模因等。
茄子快傳提供45种不同的语言，在在全球拥有超过18亿用户，用戶遍佈全球200多个国家和地区。在印度和印度尼西亚拥有超过6亿用户。茄子快傳的月度活跃用户（MAU）已超过5亿用户，并在印度、印度尼西亚、中东、非洲、俄罗斯等地被视为“最受欢迎的應用程式”。根据应用市场数据洞察公司Appannie的报告，茄子快傳與WhatsApp、Facebook、Instagram、Skype、UC Browser、Snapchat和Line等軟件同為在Google Play上下载次数最多的10个应用之一。
2018年5月8日，茄子快傳收购了Fastfilmz應用程式并任命Fastfilmz的创始人Karam Malhotra担任茄子快傳在印度的首席执行官。

## 软件问题
2017年，印度政府認定Android和iOS上包括茄子快傳在内的一系列應用程式是間諜軟體。印度軍隊被告知要删除这些应用。茄子快傳通过发布正式声明否认了这一指控。
为了确保离线共享文件的安全性，茄子快傳已与Google合作。通过SHAREit共享的所有應用程式都将由Google Play進行篩查，以确保从一台设备传输到另一台设备的所有應用程式均为未篡改程序且不是恶意程序。

## 另見
- 实用程序